# Rudy Fernández
Rodolfo "Rudy" Fernández y Farrés (Palma de Maiorca, 4 de abril de 1985) é um jogador espanhol profissional de basquetebol. Com 1,98 m de altura, atualmente joga pela Seleção Espanhola de Basquetebol e na Liga ACB pelo Real Madrid. Na NBA detém o recorde de maior número de arremessos de três pontos feitos em uma temporada por um estreante, com 159.

## NBA

#### Temporada regular
| Ano     | Equipe   | PJ  | PT | MPP  | %TC  | %3P  | %TL  | RPP | APP | ROB | TPP | PPP  |
| ------- | -------- | --- | -- | ---- | ---- | ---- | ---- | --- | --- | --- | --- | ---- |
| 2008–09 | Portland | 78  | 4  | 25.6 | .425 | .399 | .839 | 2.7 | 2.0 | .9  | .2  | 10.4 |
| 2009–10 | Portland | 62  | 2  | 23.2 | .378 | .368 | .867 | 2.6 | 2.0 | 1.0 | .2  | 8.1  |
| 2010–11 | Portland | 78  | 3  | 23.3 | .370 | .321 | .863 | 2.2 | 2.5 | 1.1 | .2  | 8.6  |
| 2011–12 | Denver   | 31  | 1  | 22.9 | .440 | .328 | .698 | 2.1 | 2.4 | 1.0 | .1  | 8.6  |
| Total   |          | 249 | 10 | 24.0 | .399 | .360 | .840 | 2.4 | 2.2 | 1.0 | .2  | 9.1  |

#### Playoffs
| Ano     | Equipe   | PJ | PT | MPP  | %TC  | %3P  | %TL   | RPP | APP | ROB | TPP | PPP |
| ------- | -------- | -- | -- | ---- | ---- | ---- | ----- | --- | --- | --- | --- | --- |
| 2008–09 | Portland | 6  | 1  | 27.0 | .429 | .421 | 1.000 | 2.8 | 1.0 | 1.3 | .5  | 7.5 |
| 2009–10 | Portland | 6  | 3  | 19.8 | .444 | .478 | .750  | 1.7 | 1.3 | .2  | .0  | 6.8 |
| 2010-11 | Portland | 6  | 0  | 13.5 | .222 | .300 | .667  | 2.0 | .8  | .3  | .2  | 2.8 |
| Total   |          | 18 | 4  | 20.1 | .388 | .423 | .792  | 2.2 | 1.1 | .6  | .2  | 5.7 |